# 日本唐扬协会
一般社团法人日本唐扬协会（日语：／，简称：JKA）是日本与唐扬相关的一般社団法人。2008年10月，由会长兼理事长安久鉃兵和专务理事八木宏一郎成立，属于任意団体。2009年开始运作，是日本首個以提高唐扬地位为目標的团体。2010年12月取得一般社团法人地位，更名为一般社团法人日本唐扬协会。
社团从2009年至今，已认定数万名炸鸡爱好者，并从2012年开始每年举办唐扬大奖赛，评选最佳唐扬爱好者。